# Scubiago
Scubiago (in dialetto locale Scubiègh) è una frazione di 120 abitanti del comune svizzero di Claro, nel Canton Ticino (distretto di Bellinzona).

## Geografia fisica
Scubiago è situato vicino al confine con la località di Cresciano, nella Valle Riviera, ed è attraversato dal torrente Censo, affluente di sinistra del fiume Ticino. Circondata dal bosco a monte e dalla campagna a valle, la zona è particolarmente soleggiata e mediamente ventosa, esposta al favonio come tutta la Valle Riviera.

## Storia
Nel 1897 poco a monte di Scubiago furono scoperte 26 tombe preistoriche; gli oggetti ritrovati sono in parte depositati presso il Landesmuseum di Zurigo e risalgono alla tarda età del bronzo (800 a.C. circa).
Fino al 1º aprile 2017 Scubiago è stato la frazione più settentrionale del comune di Claro, nel distretto di Riviera; il 2 aprile 2017 Claro, e quindi anche Scubiago, è stato accorpato al comune di Bellinzona assieme agli altri comuni soppressi di Camorino, Giubiasco, Gnosca, Gorduno, Gudo, Moleno, Monte Carasso, Pianezzo, Preonzo, Sant'Antonio e Sementina.

## Monumenti e luoghi d'interesse
- Chiesa dei Santi Nazario e Celso (fondata nel 1211), con alcuni affreschi e un martirologio del 1443[1][2];
- Scubiago è zona adatta l'escursionismo, sia a piedi che in bicicletta, e per la pratica di sport quali il torrentismo e il bouldering[senza fonte]. Da Scubiago si può accedere al bivacco Peurett (1 745 m s.l.m.[3]) e da qui al Pizzo di Claro.